# Museu Arqueològic i Etnològic Gratiniano Baches
El Museu Arqueològic i Etnològic "Gratiniano Baches", situat a la Casa de cultura de la localitat del Pilar de la Foradada (Baix Segura, País Valencià) alberga aquestes seccions:
1. Medi ambient, que inclou la fauna i flora del terme municipal.[1]
2. Fòssils, (mol·luscs, gasteròpodes, bivalves i la reproducció d'un crani de sireni).[1]
3. Etnologia, amb la fabricació d'espart, útils domèstics, tèxtils, una premsa de vi i l'apartat agrícola.[1]
4. Numismàtica, amb monedes des de l'època ibèrica fins al segle xx.[1]

Destaquen com les obres més importants del museu:
- Mil·liari romà
- Làpida funerària
- Calçada romana
- Premsa per fabricar vi
- Vestit típic del Pilar
- Àncora romana
- Secció de l'espart
- Útils domèstics i atifells agrícoles.